# Magic Sunset
Magic Sunset je eden od priljubljenih osvežilnih koktajlov z beherovko. 

## Sestavine
- 4 cl Becherovke
- 20 cl soka oranže
- 1 cl Grenadine
- rezine pomaranče
- jagoda
- led